# Lisip d'Arcàdia
Lísip d'Arcàdia (grec antic: Λύσιππος, llatí: Lysippus; 470 aC - 405 aC) fou un poeta còmic grec de la vella comèdia natural d'Arcàdia.
Va florir cap a l'any 434 aC, quan va guanyar el primer premi amb l'obra Καταχιῆναι. Ateneu l'esmenta juntament amb el poeta Càl·lies. Altres títols d'aquest autor, segons la Suïda i Eudòxia Macrembolitissa, van ser:
- Βάκχαι
- Θυρσοκόμος

Vossius segueix l'error d'Eudòcia i el considera un poeta tràgic. A més de comèdies, Lisip va escriure uns versos en lloança dels atenencs recollits per Dicearc de Messana.